# ハンサムマン
『ハンサムマン』 (Handsome Man) は、1996年1月8日から同年3月11日まで、テレビ朝日系列の月曜ドラマイン枠で放送されたテレビドラマ。主演は長野博。
ラテ欄には他の番組のタイトルを組みかえし、それをサブタイトルとして載せていた。当時のテレビドラマとしては異色の撮影手法であったハンディー（手持ちカメラ）で、ほぼ全編にわたって撮影された。

## ストーリー
イケメン医師・佐伯トビオは、プレイボーイで周囲の女性（患者、看護師など）の人気者であった。ある時、一人の初老の男性に出会う。その人から不思議な実「シンヘン」と言う惚れ薬をもらい「あなたが本当に愛している人の前でこの実を食べると、その人とずっと一緒にいることが出来る」と言われる。トビオはナンパした女性とホテルに行き、その実を彼女の前で口にした。すると、彼は少しでもエッチなことを考えると、女性に全く相手にもされないようなブ男に変身してしまうという不思議な能力がついてしまった。そんな中、トビオと一緒に働く新人看護師の高見萌子は、偶然起きたある出来事が原因で、彼を男としては軽蔑していた。彼女はトビオの変身後の姿とは知らずに、トビオ2号（金太郎）の誠実な態度に好意を寄せていく…。

## 主要人物
佐伯トビオ
演 - 長野博
本作の主人公。大前田病院に勤務する25歳の自称「天才外科医」。少しクールなイケメンで、高級スポーツカーで通勤する。病院の内外を問わず女の子たちからあこがれの存在になっていた。プレイボーイで女癖が悪い。診察に於いても病院内で絶大な支持を得ていたが、手術を開始する前に必ず「It's a showtime!!」、終了時には「Party is over!!」と掛け声をする癖がある。ところがある日、行きつけのバーのカウンター席に座っていた神様からもらった惚れ薬「シンヘン」を飲んでから、彼の人生が大きく変わってしまった。結局は高見と結婚し、その後高見の出身島に移住し医者を続ける。金太郎そっくりの子を授かる。
トビオ2号（佐江金太郎）
演 - 松村邦洋　
「シンヘン」を服用後の佐伯がエッチなことを考えて変身してしまった姿。寝ると元の姿に戻る。萌子の前では自身の名を伏せて「佐江金太郎」と名乗って接していた。但し、医療スキルは変わっていない為、変身後は暗闇で手術をすることも可能。最終回では久宝もこの姿になってしまう。
高見萌子
演 - 小沢真珠　
大前田病院に新人看護師として勤務することになる。沖縄県の離れ小島の出身で、真面目だが少しドジな所もある。看護師長や先輩看護師にいじめられながらも、自分の信念を貫き通す。「がんばらべっちゃ」が口癖。偶然上京する飛行機の中でトビオと出会うが、彼の幼馴染みの客室乗務員にバレて騒ぎが起きたほか、母親の形見である看護師帽子を捨てろと言われた事で佐伯を嫌っていたが、金太郎は気に入っていた。
久宝波彦
演 - 羽賀研二
佐伯の先輩外科医で、ナンパが得意。佐伯と同様、手術前に必ず「Let's enjoy!!」と雄叫びをしてから開始する癖がある。最終的に「シンヘン」を服用してしまい、直らなくなってしまう。
権田
演 - 片桐はいり
高見の直属の上司で婦長、常に厳しく指導しているが、患者の家族からの差し入れは喜んで貰う。
山田和夫
演 - 村田雄浩
同じ病院内で、仕事熱心な小児科医として勤務する。独身だが、恋にはほとんど関心を持っていない。植物観賞が趣味。最終的にはまゆと結婚し、病院長に就任。
大前田雄二
演 - 小林克也
大前田病院の院長。コーヒーを自ら煎れて飲むのが趣味。最終的に院長を引退し、病院内に喫茶店を開業させ、夫婦で経営する。
大前田久美
演 - 石井苗子
院長夫人。コーヒーの味にうるさく、少しでも自分のイメージに合わないと文句を言う。
大前田まゆ
演 - 細川ふみえ　
雄二と久美の間に生まれた一人娘。自身を「まゆぴょん」と呼ぶ。医学の道へ行く意思はなく、学校での成績も「結納」を「けつのう」と読むほど酷い。しかし、いつかトビオと結婚し病院の後継ぎにしたいと夢見ていたが、叶わずに山田と結婚する。
萌子の祖父
演 - 奥村公延
沖縄の離れ小島で漁師をしている。遠く離れた東京で萌子が仕事が出来るか、常に気にかけている。
熊野三吉
演 - 大泉滉
亀井基次郎
演 - 佐藤B作　
安田信一
演 - 小坂一也
外科病棟の共同部屋に半ば居候状態で入院している3人。一旦は退院し、病人食事業に成功し、病室を買い取り、3人仲良く隠居生活を送る。
神様
演 - 桂枝雀
黒いスーツ姿でトビオの前に現れ、「真実の愛」の試練を与えた張本人。タクシー乗務員やヤブ医者、飛行機の機長の姿などに変装し、彼の行動を常に見ている。

## テーマソング

### 主題歌
- Coming Century「Theme of Coming Century」

### 挿入歌
- 相川七瀬「バイバイ。」

冒頭にスキャットマン・ジョン「Scatman's world」が流れていた。

## スタッフ
- 企画・監修：秋元康
- 脚本：飯田まち子、下等ひろき
- プロデュース：多田羅敬二、久野昌宏、松尾浩介、五十嵐文郎
- 監督：今関あきよし、堤幸彦
- 技術協力：池田屋
- 編集技術：パッチワークビデオスタジオ
- スタジオ：東京メディアシティ
- 制作：テレビ朝日、ティーズ

## 受賞歴
- 第8回ザテレビジョンドラマアカデミー賞
  - ザテレビジョン特別賞（サブタイトル）

## サブタイトル
1. 罰?変身したボク!!の巻
2. 金パツ先生に思わず変身!?
3. コギャル集団入院で誘惑大戦争!!トビオに子が!?
4. トビオ二代目組長に!?ピュアな恋の恋いちもんめ
5. 脱獄!?人質!?250億要求!?決死のリスキーゲーム
6. ママは発明将軍で赤恥青恥!!恋してオンリーユー
7. 月曜の怪談!?病院の花子さん心霊怪奇ファイル!!
8. 奇跡のロマンス始まる!!驚きももの木西城秀樹!?
9. 真実の愛に走らんか!ついに告白ごっつええ感じ
10. 涙の最終回!!神様僕を一生ブ男にして!愛は決して後悔しないこと

## ネット局
| 放送対象地域  | 放送局           | 系列           | 備考               |
| ------------- | ---------------- | -------------- | ------------------ |
| 関東広域圏    | テレビ朝日       | テレビ朝日系列 | 制作局             |
| 北海道        | 北海道テレビ     | テレビ朝日系列 |                    |
| 青森県        | 青森朝日放送     | テレビ朝日系列 |                    |
| 宮城県        | 東日本放送       | テレビ朝日系列 |                    |
| 秋田県        | 秋田朝日放送     | テレビ朝日系列 |                    |
| 山形県        | 山形テレビ       | テレビ朝日系列 |                    |
| 福島県        | 福島放送         | テレビ朝日系列 |                    |
| 新潟県        | 新潟テレビ21     | テレビ朝日系列 |                    |
| 長野県        | 長野朝日放送     | テレビ朝日系列 |                    |
| 静岡県        | 静岡朝日テレビ   | テレビ朝日系列 |                    |
| 石川県        | 北陸朝日放送     | テレビ朝日系列 |                    |
| 中京広域圏    | 名古屋テレビ     | テレビ朝日系列 |                    |
| 近畿広域圏    | 朝日放送         | テレビ朝日系列 | 現・朝日放送テレビ |
| 広島県        | 広島ホームテレビ | テレビ朝日系列 |                    |
| 山口県        | 山口朝日放送     | テレビ朝日系列 |                    |
| 香川県 岡山県 | 瀬戸内海放送     | テレビ朝日系列 |                    |
| 愛媛県        | 愛媛朝日テレビ   | テレビ朝日系列 |                    |
| 福岡県        | 九州朝日放送     | テレビ朝日系列 |                    |
| 長崎県        | 長崎文化放送     | テレビ朝日系列 |                    |
| 熊本県        | 熊本朝日放送     | テレビ朝日系列 |                    |
| 大分県        | 大分朝日放送     | テレビ朝日系列 |                    |
| 鹿児島県      | 鹿児島放送       | テレビ朝日系列 |                    |
| 沖縄県        | 琉球朝日放送     | テレビ朝日系列 |                    |

## 類似項目
- シンデレラになりたい!
- ハンサムスーツ
- 私がモテてどうすんだ

| テレビ朝日系 月曜ドラマ・イン             | テレビ朝日系 月曜ドラマ・イン           | テレビ朝日系 月曜ドラマ・イン            |
| 前番組                                    | 番組名                                  | 次番組                                   |
| ----------------------------------------- | --------------------------------------- | ---------------------------------------- |
| 花嫁は16才! （1995年10月16日 - 12月18日） | ハンサムマン （1996年1月8日 - 3月11日） | イグアナの娘 （1996年4月15日 - 6月24日） |